# Asa Akira
Asa Akira (New York, Manhattan, 1985. január 3. –) amerikai pornószínész-rendező. Japán felmenőkkel rendelkezik. 2016 májusáig több, mint 505 felnőtt filmben szerepelt, 2013-ban második ázsiaiként megnyerte az AVN év legjobb színészének járó díját. Művésznevét az eredeti keresztnevéből, illetve az 1988-ban Japánban bemutatott Akira című anime sorozat alapján választotta.
Többek közt közvetlen stílusa, öniróniája, valamint humorérzéke miatt számít az egyik legnépszerűbb (ex)pornósztárnak, gyakran alkalmazza a fekete humort, így például a saját könyveiben is.

## Életpályája

### Fiatal kora

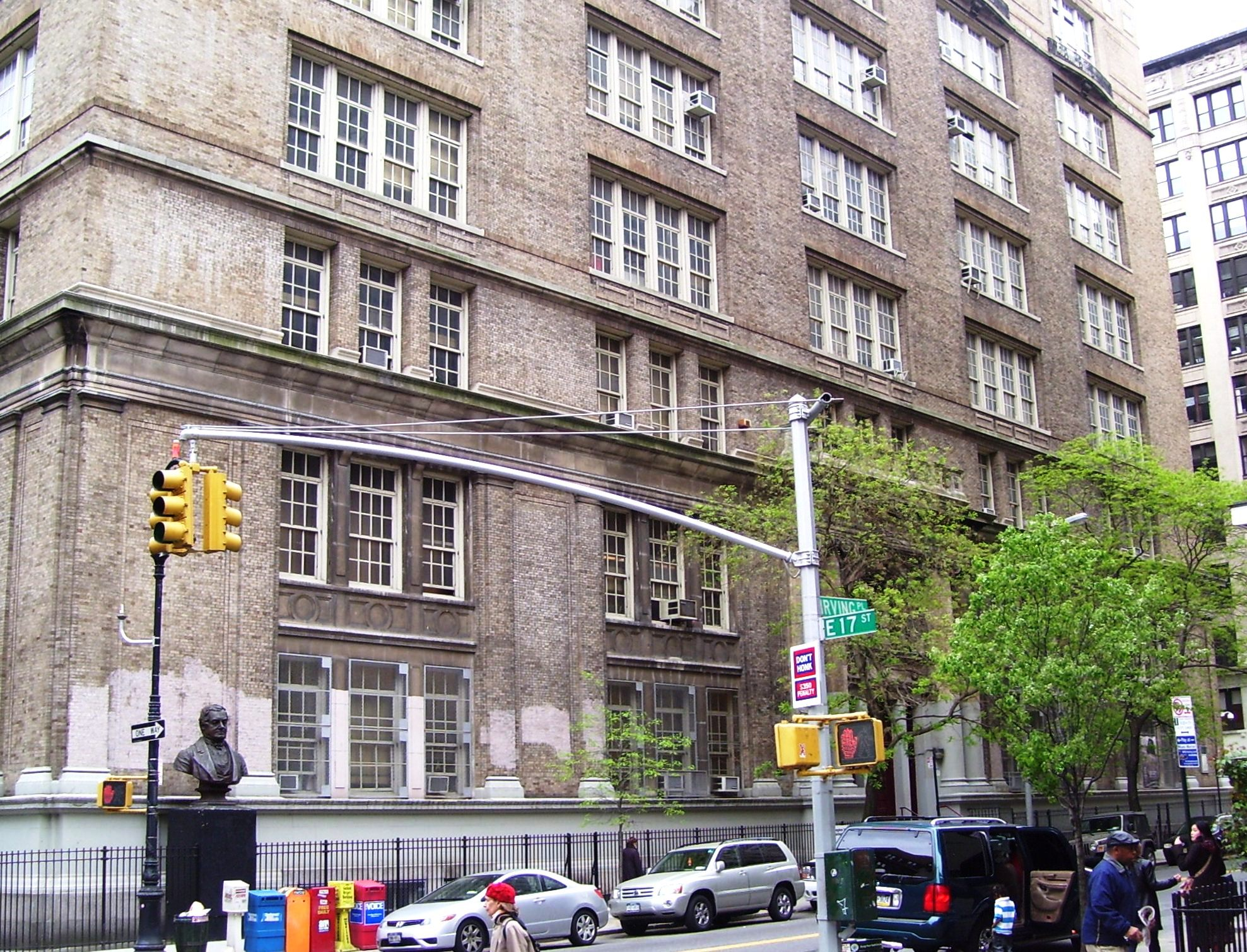
A Washington Irving Középiskola épülete

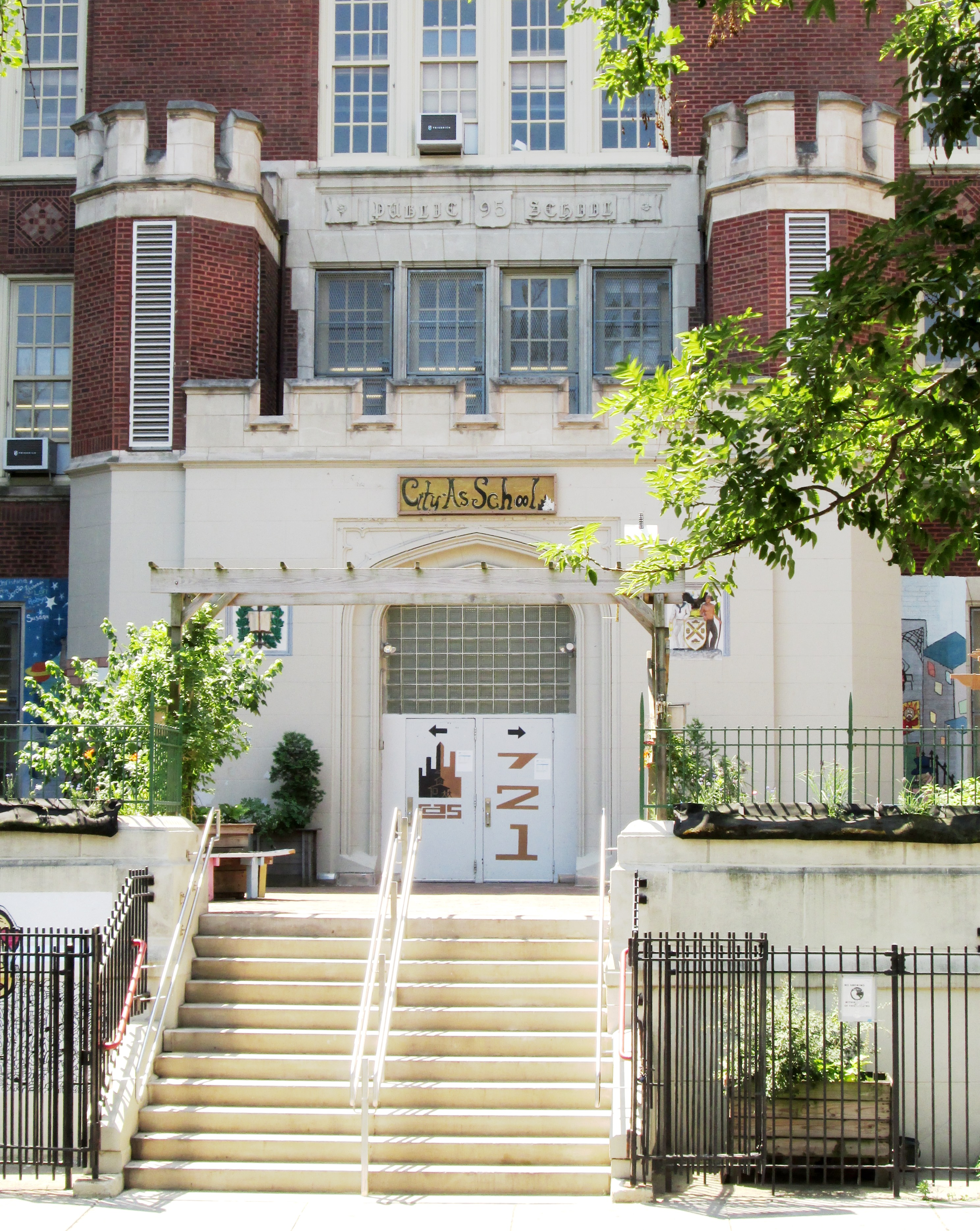
A City-As-School épülete.

Asa Akira 1985. január 3-án született a New York-i Manhattanben. Szülei Japánban születtek, édesapja, aki elismert, profi fényképész Tokióban, míg édesanyja, aki üzletvezető Oszakában, testvérei nincsenek. Kezdetben SoHo-ban éltek a családjával, és a Chelsea Day School magánóvodába járatták a szülei. Otthon japánul beszéltek (Akira folyékonyan beszéli a japán nyelvet, a szüleivel otthon mindig japánul beszélnek), és egészségmániások voltak, elmondta, hogy egy kezén meg tudja számolni, hányszor vitték el a helyi gyorséttermekbe. Amikor 6 esztendős volt a családjával Japánba költözött, mert édesapja Tokióban kapott állást egy magazinnál. Már kiskorától kezdve tudta, hogy sokkal szexuálisabb beállítottságú, mint a kortársai. Többek között arra is emlékszik élete ezen időszakáról, amikor első osztályos korában kivett a könyvtárból egy könyvet a szaporodási rendszerről, és megkérte édesapját, hogy olvassa fel neki, akit láthatóan kellemetlenül érintett a kérés.
Tizenhárom éves volt, amikor családjával visszatért az Egyesült Államokba, és Brooklyn belvárosában, majd később Clinton Hillben lakott – későbbi elmondása szerint úgy gondolja, hogy ez az egyik legrosszabb időszak egy gyermek számára a környezetváltáshoz, ugyanis Japánban jó gyereknek számított és író szeretett volna lenni, majd amikor visszaköltöztek az Egyesült Államokba nagyban megnehezítette a fiatalkorát az, hogy egyáltalán nem voltak kapcsolatai, barátai és a kultúrát sem ismerte.
Mivel nagyapja 45 évig japán diplomata volt, így ösztöndíjat szerezhetett egy magániskolába, a United Nations International Schoolba, Manhattanben. Gyengébb osztályzatai következtében másodéves korára eltanácsolták, erről később így beszélt:
,,A manhattani elit vett körül. Elkényeztetett vagyonos csemeték és diplomaták gyermekei, akik fekete limuzinokban érkeztek az iskolába, egyedi rendszámmal... És én voltam az ösztöndíjas gyerek..."
Tinédzserként egy Books of Wonder nevű gyerekkönyvtárban dolgozott pénztárosként, azonban más tervei voltak és  a Craigslist álláshirdetéseit lapozgatta, majd 14 évesen elfogadott egy bikinis modellkedési ajánlatot. Jelentkezett egy masszőr hirdetésre, de ettől visszariadt, amikor a szalon tulajdonosa arra kérte, hogy "gyakoroljon" rajta.
Eközben úgy érezte, hogy eltávolodott diáktársaitól, ami miatt elsőéves korában rossz jegyeket kapott a középiskolában, és nem hívták vissza a United Nations International Schoolba, hogy befejezze másodéves tanulmányait. Ehelyett a Gramercy Parkban található Washington Irving High Schoolba iratkozott be. Végül pedig egy progresszív állami iskolába, a City-As-Schoolba ment át a végzős évfolyamra, mielőtt 2004-ben leérettségizett. A City-As-Schoolban feltétel volt, hogy végzős évében a diploma megszerzéséhez gyakornoki állást találjon. Hamarosan rájött, hogy utálja a felelősséget, ami az óvodai tanársegédi gyakorlatával járt, és a következő gyakornoki állása, a V nevű divatmagazinnál végzett munka is hasonlóan stresszes volt. a New York Post cikkében elárulta, hogy;
"Soha nem bántak még velem ilyen rosszul... Ez volt a legmegalázóbb dolog, amit valaha is csináltam, pedig sok mindent csináltam már."
Középiskolás évei alatt rászokott a kábítószerek használatára, – ezekről később azonban leszokott, amikor elkezdte felnőttfilmes pályafutását.
Tanulmányait követően 19 évesen először dominatrix szerepben kezdett el dolgozni, amit nagyjából egy éven keresztül végzett. Erről azt mondta, hogy az érettségi után egy teljesen véletlen találkozásnak köszönhetően került be a felnőttiparba, amikor egy koncert után ment haza, odament hozzá egy férfi és megkérdezte, hogy lenne-e kedve a felnőttiparban dolgozni, ő pedig habozás nélkül igent mondott, aznap este pedig már egy The Nutcracker Suite nevű helyen dolgozott a 33. utcán, az első kliense egy profi kosárlabda játékos volt. Ezután további lehetőségek következtek számára. Egy barátja elintézett neki egy fellépést Larry Flynt Hustler Club nevű klubjában, egy úri klubban a West Side Highway mellett. Előző munkahelyén jó esetben 600 dollárt keresett egy éjszaka alatt, sztriptíztáncosként pedig akár 6000 dollárt is meg tudott keresni egy éjszaka alatt, ami akkoriban furcsa volt számára, hiszen soha korábban nem gazdálkodhatott ennyi pénzzel. Fel is hagyott a domina munkával, és ekkor vette fel az Akira művésznevet, egy anime karakterről.
A fájdalomcsillapító tabletták függőségének mélyén volt ekkor (amit még a középiskolában kezdett el fogyasztani, viszont nem sokkal később, amikor elkezdett filmeket forgatni le is szokott ezekről). Ezért idővel a sztriptíztáncos életmódtól is szeretett volna megszabadulni. Még akkor is, ha jobban keresett vele, mint később a felnőttfilmes pályafutása során. Később egy interjú során elmesélte, hogy örökké hálás lesz a felnőttfilmes iparágnak, mivel az a nap mentette meg az életét, amikor elhatározta, hogy ebben a szakmában fog dolgozni.
Floridába költözött, hogy Bubba the Love Sponge rádióműsorában dolgozzon. Ott találkozott a pornósztár Gina Lynnnel, aki felajánlotta neki a kamerák előtti munkát és első felnőttfilmes jelenetét le is forgatta.
"Tudtam, hogy ha valaha is szerepelek egy pornójelenetben, az örökre megváltoztatja az életemet. Rengeteg munkát nem tudok majd elvállalni. Nem vállalhatok gyerekeket. Egyke vagyok, nem akartam összetörni a szüleim szívét" – mondta.
Mindezek ellenére, mivel gyermekkora óta vágya volt, hogy a szakmában dolgozhasson, felszállt egy buszra a Port Authority buszpályaudvaron és elutazott Lynn házába, a pennsylvaniai Amish vidékre, hogy leforgassák első jelenetét. Két nappal később egy ügynökség Los Angelesbe repítette. A pornósztárok azon 5 százalékának egyikeként, akik ázsiaiak, Akira hamar rájött, mit jelent a pornográfiában a sztereotipizálás.
Úgy döntött, hogy a szülei előtt titokban szeretné tartani új életét, – még akkor is ha tisztában volt vele, hogy ez valószínűleg nem fog sikerülni – azonban hat hónappal az első filmjét követően kapott egy telefonhívást tőlük, amiben annyit mondtak neki, hogy látták a videóját, nem is kérdezett vissza, hogy milyen videót, csak hagyta a dolgot, a beszélgetés pedig véget ért, és többet nem beszéltek erről az esetről. Azt is elmondta, hogy a hagyományos japán szülők valószínűleg kitagadták volna, az ő szülei viszont habár szintén nem örültek a dolognak, de elfogadták, valószínűleg azért, mert fiatal korukban a saját területükön ők is egyfajta "lázadóknak" számítottak, ami segített ebben a helyzetben. Viszont azt is elmondta mondta, hogy feleslegesen nem emlegetik a témát és az édesanyjával folytatott napi telefonbeszélgetéseik során is tabu témának minősült, hogy mi is a munkája. Amiről azt mondta, hogy:
"Olyan nővé formált, amilyen mindig is lenni akartam. Magabiztosabb, erősebb és határozottabb lettem, mint valaha. Semmi mást nem csinálnék szívesebben."

### Karrierje

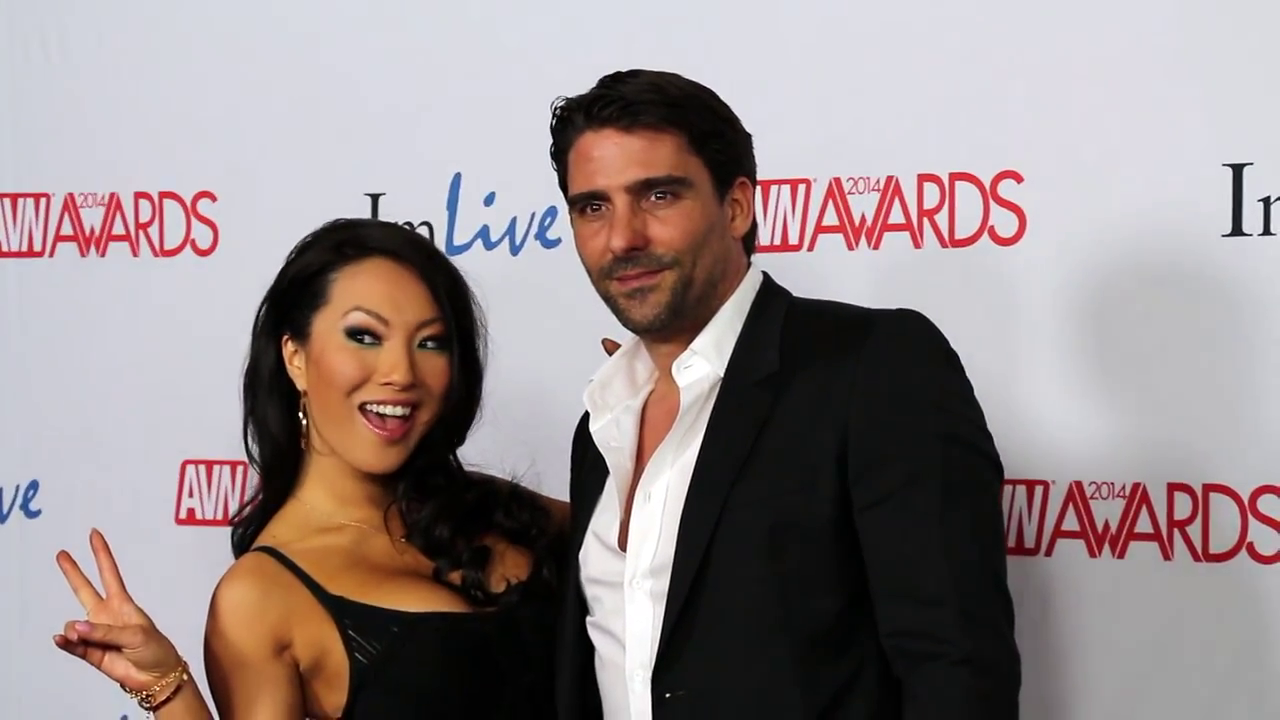
Asa Akira és párja, Toni Ribas a 2014-es AVN díjátadón

2006 óta aktív a pornógráf szakmában, első alkalommal Gina Lynn-nel szerepelt egy leszbikus jelenetben. 2011-ben számos AVN-díjat nyert, emellett a minden idők 100 legjobb pornósztárja listáján a 4. helyre sorolták ebben az esztendőben és hatodiknak az 50-ből minden idők legjobb ázsiai pornószínésznői listáján. 2012-ben az XBIZ díjátadón az év legjobb női színészének választották, szintén 2012-es szerepléséért a 2013-as AVN díjátadó gálán is megkapta az év legjobb női színészének járó díjat. 

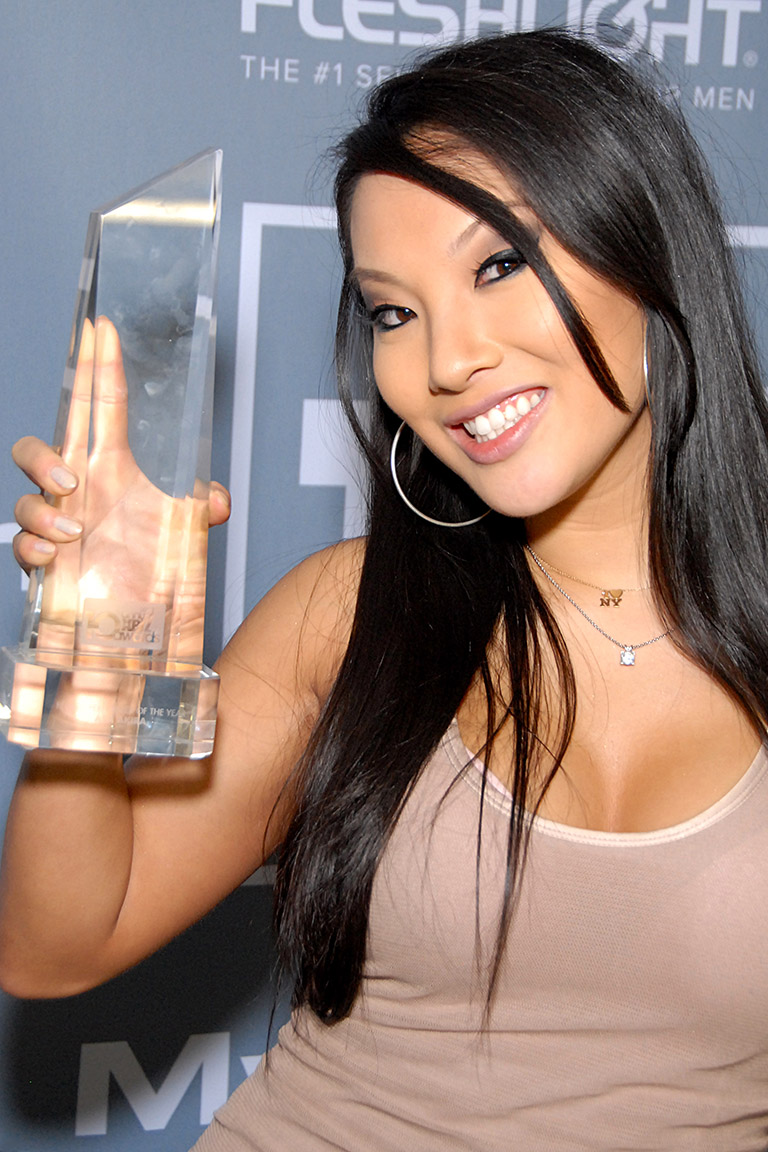
Asa Akira 2012-ben az XBIZ gálán kapott díjával

2013-ban az AVN díjátadó gála egyik házigazdája volt, szintén ebben az évben rendezőként leforgatta első felnőttfilmjét is, melyről rajongói kérdésre azt mondta, hogy élvezte, de jobban szeret a kamera másik oldalán szerepelni, így . 2014-től kezdődően exkluzív szerződést kötött a Wicked Picturesszel, így ettől az évtől fogva csak a cég által forgatott filmekben szerepelt, az első filmje az Asa Gets Wicked volt, amelyből az AVN díjátadó gálán két kategóriában is jelölték. 2014-ben megjelent első könyve is Insatiable: Porn – A Love Story címmel, melynek dedikálásakor forgatott a The Hundreds csapata, – az eseményt követően pedig egy humorosnak szánt videóanyagot is készítettek vele -, ezt 2015 júliusában követte a Dirty Thirty: A Memoir című könyve. Még ebben az évben a Sex Factor felnőttfilmes tehetségkutató mentora és műsorvezetője lett. 2017-ben szerepelt a Family Guy nevű amerikai televíziós rajzfilmsorozat 16. évadának első epizódjában valamint októberben megjelent harmadik könyve is Asarotica címmel. Ugyanebben az esztendőben forgatta máig utolsó profi szerződéses felnőttfilmjét is. Későbbi elmondása szerint, habár mindig is szerette amit csinált, de nincs az a pénz, amiért visszatérne a szakmába, mert boldog a családjával és az életével.
2018-ra a Pornhub egyik nagykövete lett, a közös munka során a Pornhub Podcast műsorvezetését végezte, amelyben a szakma többi színészével beszélget, illetve a cég közösségi médiás felületein két műsort is vezet, a 7 Minutes in Heaven-t, valamint a Just The Tip-et, mindkét adásban a szakma többi szereplőivel beszélget, ami interaktív, ugyanis a nézők szexuális kérdéseire próbálnak válaszolni.
Az első Pornhub Awards díjátadó házigazdája is ő volt.  2020. november 12-én hivatalos közösségi oldalán bejelentette, hogy a december 15-én rendezett Pornhub Awards házigazdája ismét ő lesz, továbbá az eseményen négy kategóriában is jelölték. Végül a Kedvenc MILF kategóriában győzött is a szavazáson, amit a közönség számára írtak ki. Szintén 2020 decemberében szerepelt a Pornhub által kiadott zenei albumban is, amelyhez olyan zenészek is nevüket adták, mint Asap Ferg, Rubi Rose vagy Mila J., valamint a Pornhub téli ruhakollekciójának egyik reklámarca is volt. 2021 júliusában, a végül nagy médiavisszhangot kiváltó új Pornhub applikációjában, – ami a művészetet és az erotikát kapcsolta össze –  a művek bemutatásának narrálását végezte. A Pornhub 2021. október 13-án  új, úgy nevezett ,,privát" ruhakollekciót mutatott be, amelynek Akira a reklámarca volt. A Pornhub a karácsonyi ruhakollekcióját szintén vele reklámozta, amelyet végül hivatalosan 2021. december 1-jén mutattak be – érdekesség, hogy a bemutatót követő fél órán belül a cég webáruháza elérhetetlenné vált a nagy érdeklődés miatt. A 2022. január 4-én megjelenő Pornhub Podcast adásában Cameron Bess-szel beszélgetett, aki az első pánszexuális űrhajósnak vallja magát, miután 2021. december 11-én öt másik személlyel a Blue Origin (ami Jeff Bezos űrípari vállalata) NS19 űrrepülőgépén elhagyta a Föld légkörét.

### Magánélete
2012 és 2017 között egy párt alkotott a szintén pornószínész Toni Ribas-szal, akivel monogám kapcsolatban élt. 2019 márciusában új házasságából megszületett első, fiú gyermeke. 2021. január 6-án hivatalos Twitter fiókján keresztül bejelentette, hogy ismét gyermeket vár. 2021 májusában megszületett második gyermeke is.

## Egyebek, érdekességek
Akira feministának vallja magát. 2012-ben cameoszerepet kapott a Starlet című filmben, 2014-ben pedig a Live Nude Girls című amerikai vígjátékban szerepelt. 2013-ban elindítottak egy részenként 90 perces Podcastet David Choeval, aminek DVDASA volt a neve, ez a fiatal felnőtteket célozta meg és próbált segítséget nyújtani különféle problémáikra, például életcél, szexualitás, karrier, párkapcsolat stb. Kiváló barátságot ápol a komikus Bobby Lee-vel, akit még középiskolás évei alatt ismert meg, később Lee vendégként szerepelt a DVDASA epizódjaiban – valamint később a Pornhub Podcastban is -, majd Bobby Lee is meghívta saját műsorába, a Tigerbellybe Akirát. 2014 januárjában Chanel Preston, Jessie Andrews és Dana DeArmond mellett szerepelt a Cosmopolitan magazinban "4 pornósztár arról, hogyan maradnak fittek" cikkében, a cikket Gabrielle Union színésznő Conan O'Brien talkshow-jában tett megjegyzése ihlette, miszerint arra törekszik, hogy kövesse a pornósztárok fitneszprogramját. 2014 novemberében szerepelt az Eric Andre Showban, amit élete legfurcsább élményének írt le. 2015-ben Hobbies with Asa Akira címmel egy 8 részes videósorozatot készített – ebből egy videó volt a széria előzetese, hat epizód az általa érdekesnek tartott szakmákat mutatta be, amelyeket ki is próbált (tetoválás, állatkitömés, horgolás, ökölvívás, jégszobrászat, kovácsolás) és további egy epizód tartalmazta a kivágott humoros jeleneteket, szintén 2015-ben feltűnt MURS Okey Dog című számának videóklipjében is.
Valamint XXXTentacion egyik, végül ki nem adott számának, a SHUT UP-nak is szerepelt a borítóképén, – emellett a rapper közösségi oldalán is elismerően szólt Akiráról. A New York Times bestseller írónője, Mary H. K. Choi meghívta a saját, Hey, cool job! című podcastjába. Ugyancsak 2015-ben a Realdoll nevű cég mintázott róla egy valósághű szexrobotot. Egy 2016-ban készült listán a világ 10 legjobban kereső pornósztárja közé rangsorolták. 2016 novemberében kezdett el dolgozni a Barstool Sports nevű cégnél, ahol cikkeket írt, egy kollégájával elkezdtek készíteni egy Super Curious nevű podcastet, valamint a cég több egyéb videójában, valamint rádióműsorában is szerepelt; saját elmondása szerint imádott ott dolgozni, egy igazi álom munka volt számára, azonban mégis távozni kényszerült, mivel a múltja miatt a cég nem talált komoly támogatókat, akik a nevével fémjelzett produkciók mögé beálltak volna. Akira aktív a közösségi médiában is, a különböző platformokon több millió követője van.
2014-ben szerepelt Caspar Lee youtuber egyik videójában. 2016-ban Yellow Fever – Candles by Asa Akira néven saját márkájú gyertyák forgalmazásába kezdett, valamint később Daddy Issues by Asa Akira néven is forgalmazott saját terméket. 2019-ben Asawash néven bidé formájában ismét saját márkát épített, emellett a fotográfus Stephen Vanasco napjainkban is szokott hozzá köthető termékeket készíteni.
2020 februárjában kifutóra lépett a New York-i divathéten, ezen év áprilisában pedig, a Koronavírus-járvány idején a Pornhub weboldalán elért teljes bevételét a New York-i kórházaknak adományozta, a jótékonyságban résztvevő követői számára pedig személyre szabott köszönővideót készített, – a kórházak mellett egyéb szervezeteknek is adományozott, és ahogyan írta a jövőben is így szeretne tenni. Ezt követően részt vett az oldal járvány alatti kampányában is, amelyben az angol mellett japánul is megszólalt. Még 2020 májusában, amikor a Pornhub Instagrammon elérte a 10 millió követőt a bevételei egy részét olyan szervezeteknek adományozta, akik az idős emberekkel, immunbetegekkel és más módon kiszolgáltatott helyzetben lévő emberekkel foglalkoznak (egy általa ismert szervezet mellett a követői figyelmét is felhívta, hogy írjanak neki szervezeteket, ő pedig utána néz a lehetőségeknek). David Choe új, Choe Show című műsorának első epizódjában is szerepelt, amelynek előzetesét 2021. június 8-án mutatták be, a produkció pedig június 25-én debütált. 2017 után, ezúttal említésképpen ismét szerepelt a Family Guyban, mégpedig a 2021. november 21-én debütáló 20. évad 8. epizódjában. A Red Rocket című film 2021. december 10-én tartott nyilvános kérdezz-felelek eseményével kapcsolatban felkeresték, hogy legyen az esemény moderátora, amit el is vállalt. A 2022 szeptemberében megjelent Playboy Plus! magazin fotósorozataiban szerepelt, amelyben interjút is készítettek vele. 2023-ban kifutóra lépett a New York-i Fashion Week-en.

## Díjai

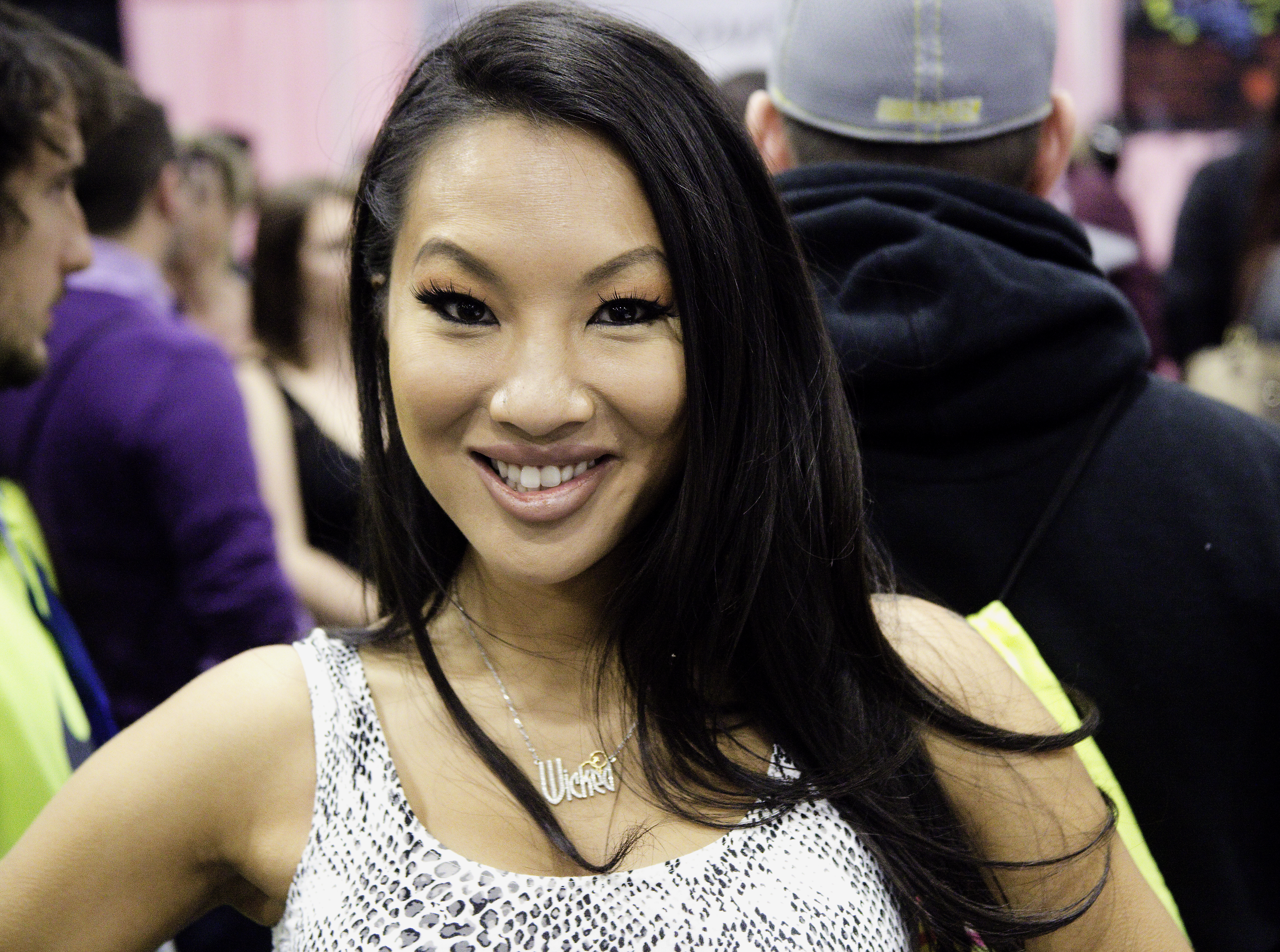
2015-ben New Jerseyben az Exxxotica rendezvényén

| AVN díjátadó gála | AVN díjátadó gála                           | AVN díjátadó gála                                 |
| Év                | Díj                                         | Cím                                               |
| ----------------- | ------------------------------------------- | ------------------------------------------------- |
| 2011              | Legjobb anál jelenet                        | Asa Akira Is Insatiable                           |
| 2011              | Legjobb dupla behatolás jelenet             | Asa Akira Is Insatiable                           |
| 2011              | Legjobb édeshármas jelenet                  | Asa Akira Is Insatiable                           |
| 2011              | Legjobb leszbikus édeshármas jelenet        | Buttwoman vs. Slutwoman                           |
| 2012              | Legjobb szóló jelenet                       | Superstar Showdown 2: Asa Akira vs. Kristina Rose |
| 2012              | Legjobb anál jelenet                        | Asa Akira Is Insatiable 2                         |
| 2012              | Legjobb dupla behatolás jelenet             | Asa Akira Is Insatiable 2                         |
| 2012              | Legjobb szóló jelenet                       | Asa Akira Is Insatiable 2                         |
| 2012              | Legjobb édeshármas jelenet (Férfi/Férfi/Nő) | Asa Akira Is Insatiable 2                         |
| 2012              | Legjobb csoportszex jelenet                 | Asa Akira Is Insatiable 2                         |
| 2013              | Az év legjobb színésznője                   | —                                                 |
| 2013              | Legjobb dupla behatolás jelenet             | Asa Akira Is Insatiable 3                         |
| 2013              | Legjobb csoportszex jelenet                 | Asa Akira Is Insatiable 3                         |
| 2013              | Legjobb édeshármas jelenet (Nő/Nő/Férfi)    | Asa Akira Is Insatiable 3                         |
| 2013              | Legjobb POV jelenet                         | Asa Akira to the Limit                            |
| 2014              | Legjobb pornószínész weboldal               | AsaAkira.com                                      |
| 2017              | Legjobb szóló jelenet                       | Asa Goes To Hell                                  |
| 2019              | Az év mainstream előadója                   | —                                                 |
| 2023              | Brazzers Hall of Fame                       | —                                                 |

| XBIZ Díjátadó | XBIZ Díjátadó                     | XBIZ Díjátadó |
| Év            | Díj                               | Cím           |
| ------------- | --------------------------------- | ------------- |
| 2012          | Az év legjobb színésznője         | —             |
| 2017          | Legjobb női mellékszereplő        | DNA           |
| 2018          | Legjobb színésznő – párok témában | Blonde Dahlia |

| Pornhub díjátadó | Pornhub díjátadó                                                 |
| Év               | Díj                                                              |
| ---------------- | ---------------------------------------------------------------- |
| 2019             | Legjobb követő bázis (a közönség szavazatai alapján)             |
| 2020             | Kedvenc MILF (a közönség szavazatai alapján)                     |
| 2022             | Kedvenc közösségi médiás személy (a közönség szavazatai alapján) |

| Nightmoves Awards | Nightmoves Awards                                        |
| Év                | Díj                                                      |
| ----------------- | -------------------------------------------------------- |
| 2012              | Legszebb fenék                                           |
| 2013              | Legjobb egzotikus előadó (a közönség szavazatai alapján) |
| 2014              | Legszebb test                                            |

| XRCO Awards | XRCO Awards                               |
| Év          | Díj                                       |
| ----------- | ----------------------------------------- |
| 2012        | Az év legjobb színésznője                 |
| 2012        | Superslut                                 |
| 2013        | Az év legjobb színésznője                 |
| 2015        | Kedvenc mainstream felnőtt médiás személy |
| 2020        | XRCO Hall of Fame                         |

| TSXA Awards | TSXA Awards                                                 |
| Év          | Díj                                                         |
| ----------- | ----------------------------------------------------------- |
| 2013        | A legjobb leszbikus jelenet (a közönség szavazatai alapján) |
| 2013        | Az év legjobb színésznője (a közönség szavazatai alapján)   |

## Filmográfia

### Film
| Év   | Cím                           | Szerep     | Forrás          |
| ---- | ----------------------------- | ---------- | --------------- |
| 2012 | Starlet                       | saját maga | [ 164 ] [ 165 ] |
| 2014 | Live Nude Girls               | Hana       | [ 166 ]         |
| 2023 | Money Shot: The Pornhub Story | saját maga | [ 167 ] [ 168 ] |

### Televízió
| Év   | Cím           | Szerep     | Forrás  | Megjegyzések                             |
| ---- | ------------- | ---------- | ------- | ---------------------------------------- |
| 2017 | Family Guy    | saját maga | [ 169 ] | 16. évad, 1. rész "Emmy-Winning Episode" |
| 2021 | The Choe Show | saját maga | [ 171 ] | 1. évad, 1. rész MaPa                    |